# Władysław Witczak
Władysław Witczak (ur. 23 stycznia 1941 we Chotczy Górnej) – pułkownik, lekarz, specjalista chorób wewnętrznych i kardiologii, profesor medycyny, twórca Kliniki Chorób Wewnętrznych i Kardiologii 1. Wojskowego Szpitala Klinicznego z Polikliniką w Lublinie.

## Życiorys[1]
Urodził się w Chotczy Górnej w powiecie lipskim (województwo mazowieckie). Wstąpił do Sił Zbrojnych i w latach 1961–1967 jako podchorąży odbywał studia medyczne na Wydziale Lekarskim Wojskowej Akademii Medycznej w Łodzi. Po uzyskaniu dyplomu w latach 1969–1976 był lekarzem Garnizonu Puławy. Następnie od 1976 jako starszy asystent służył w Oddziale Intensywnej Opieki Medycznej w 1 Wojskowym Szpitalu Okręgowym w Lublinie. W 1981 na WAM-ie pod kierunkiem płka prof. dra hab. med. Sylwestra Czaplickiego przedstawił rozprawę doktorską pt. Zawał serca u żołnierzy zawodowych. 
W 1986 został kierownikiem Oddziału Chorób Wewnętrznych w 1. Szpitalu Wojskowym z Przychodnią w Lublinie, a dwa lata później awansowany na stopień pułkownika. W roku 1990 został doktorem habilitowanym na podstawie rozprawy Zagrożenie chorobą niedokrwienną serca i znajomość podstawowych zasad jej zapobiegania. W 1999 zakończył zawodową służbę wojskową, przechodząc w stan spoczynku, kontynuując prace zawodową na stanowiskach cywilnych. W 2000 uzyskał tytuł naukowy profesora. Od 2002 profesor zwyczajny na Katolickim Uniwersytecie Lubelskim. W 2011 powołany na stanowisko powstającej Kliniki Chorób Wewnętrznych i Kardiologii 1. WSzKzP w Lublinie., pełnił tę funkcję do roku 2023. 
Członek: Polskiego Towarzystwa Kardiologicznego, Komisji Bioetycznej Wojskowej Izby Lekarskiej, Komisji Prawniczej Oddziału PAN w Lublinie, Stowarzyszenia Kanonistów Polskich, Towarzystwa Naukowego KUL, Polskiego Towarzystwa Nadciśnienia Tętniczego oraz Europejskiego Towarzystwa Kardiologicznego. Członek Rad Naukowych (m.in. CSK WAM, KUL)
Autor co najmniej 160 prac naukowych, promotor 10 doktoratów i 230 prac magisterskich.

## Nagrody i wyróżnienia
- Krzyż Kawalerski Orderu Odrodzenia Polski (1994)[3]
- Krzyż Oficerski Orderu Odrodzenia Polski (2006)[4]
- Zasłużony dla Województwa Lubelskiego
- Zasługi dla Puław
- Zasłużony dla Ziemi Lipskiej